# ييزي (مغنية)
لي يي جي، المعروفة بإسمها الفني ييزي (بالكورية: 이예지)‏ هي مغنية راب ومغنية كورية جنوبية، ولدت يوم 26 أغسطس 1994 في غانغننغ في كوريا الجنوبية.

## روابط خارجية
- Yezi على موقع ميوزك برينز (الإنجليزية)
- Yezi على موقع ديسكوغز (الإنجليزية)